# Драйсдейл (Аризона)
Драйсдейл (англ. Drysdale) — переписна місцевість (CDP) в США, в окрузі Юма штату Аризона. Населення — 225 осіб (2020).

## Географія
Драйсдейл розташований за координатами 32°38′43″ пн. ш. 114°42′24″ зх. д. / 32.64528° пн. ш. 114.70667° зх. д. (32.645235, -114.706782).  За даними Бюро перепису населення США в 2010 році переписна місцевість мала площу 0,42 км², уся площа — суходіл.

## Демографія
Згідно з переписом 2010 року, у переписній місцевості мешкали 272 особи в 74 домогосподарствах у складі 62 родин. Густота населення становила 642 особи/км².  Було 84 помешкання (198/км²).
Расовий склад населення:
| - 55,9 % — білих - 1,8 % — корінних американців - 42,3 % — осіб інших рас |

До двох чи більше рас належало 0,0 %. Частка іспаномовних становила 90,8 % від усіх жителів.
За віковим діапазоном населення розподілялося таким чином: 31,6 % — особи молодші 18 років, 57,0 % — особи у віці 18—64 років, 11,4 % — особи у віці 65 років та старші. Медіана віку мешканця становила 31,0 року. На 100 осіб жіночої статі у переписній місцевості припадало 91,5 чоловіків;  на 100 жінок у віці від 18 років та старших — 118,8 чоловіків також старших 18 років.
Середній дохід на одне домашнє господарство  становив 19 088 доларів США (медіана — 13 750), а середній дохід на одну сім'ю — 19 088 доларів (медіана — 13 750). За межею бідності перебувало 78,5 % осіб, у тому числі 100,0 % дітей у віці до 18 років та 100,0 % осіб у віці 65 років та старших.
Цивільне працевлаштоване населення становило 68 осіб. Основні галузі зайнятості: виробництво — 30,9 %, будівництво — 23,5 %, сільське господарство, лісництво, риболовля — 22,1 %.